# Es’hail 2
Es’hail 2 (auch Es’hailSat 2, arabisch سهيل سات-2, AMSAT-Bezeichnung: AMSAT P4-A) ist ein Fernseh- und Amateurfunksatellit der Es'hailSat Qatar Satellite Company aus Katar.  Er ist der erste Amateurfunksatellit in einem geostationären Orbit.

## Hersteller
Anders als der 2013 gestartete Satellit Es'hail 1 wurde Es’hail 2 von der Mitsubishi Electric Corporation (MELCO) in Japan gefertigt. Der Satellit entstand in einer Kooperation der Es'hailSat Qatar Satellite Company, der katarischen Amateurfunkvereinigung Qatar Amateur Radio Society (QARS) und der deutschen Amateurfunksatelliten-Vereinigung Radio Amateur Satellite Corporation-Deutschland e. V. (AMSAT-DL e. V.).

## Start
Der Start von Es’hail 2 war ursprünglich als Primärnutzlast einer Falcon 9 für das dritte Quartal 2017 geplant. Nach der Explosion einer Falcon 9 während eines routinemäßigen Testlaufs am 1. September 2016 verschob sich der Termin. Der Start erfolgte schließlich am 15. November 2018.

## Bezeichnungen

### Es’hail
„Es’hail“ ist die arabische Bezeichnung für den Stern Canopus. Dieser wird in Nahost am Nachthimmel zum Herbstbeginn sichtbar. In der Tradition symbolisiert er Glück in der Erwartung des nahenden Winters mit gutem Wetter.

### AMSAT P4-A
AMSAT P4-A ist die Bezeichnung des Satelliten der vierten von fünf Phasen der AMSAT zur Unterscheidung von Missionszielen. Dementsprechend ist die 4. Phase durch die geostationäre Umlaufbahn als neuer und letzter Meilenstein für Amateurfunksatelliten im Erdorbit charakterisiert.

### Qatar-OSCAR 100
Nach erfolgreichen Tests wurde am 3. Februar 2019 die OSCAR-Nummer 100 durch die AMSAT-NA vergeben, so dass der Satellit auch die Bezeichnung „Qatar-OSCAR 100“, bzw. QO-100 trägt.

## Nutzlast für den Amateurfunkdienst über Satelliten
AMSAT P4-A besitzt zwei Transponder, einen Schmal- (500 kHz) und einen Breitbandtransponder (8 MHz) im S- und X-Band bzw. 13-cm- und 3-cm-Band für den Amateurfunkdienst über Satelliten.
Für die Transponder werden die Betriebsarten SSB und Digitales Amateurfunk-Fernsehen (DATV) in DVB-S2 vorgeschlagen. Aufgrund der Nutzung von nicht-invertierten Bent-pipe-Transpondern stellt die einzige Limitierung bei der Auswahl der Betriebsarten für den Betrieb über die Transponder lediglich deren Bandbreite dar. Der Schmalbandtransponder ermöglicht beispielsweise die simultane Nutzung durch 50 SSB-Nutzer oder 7680 PSK31-Nutzer. Auf dem Breitbandtransponder sind z. B. simultan entweder zwei DVB-S2-Nutzer in HDTV oder mehrere in SDTV-Qualität möglich. Es ist eine alternierende Pseudobake in DVB-S2 und DVB-S über den dedizierten AMSAT-Uplink vom Es’hailSat Satellite Control Center (SCC) in Katar geplant.
Am 22. März 2020 gab AMSAT-DL-Präsident Peter Gülzow bekannt, dass die Frequenz 10,48986 GHz Downlink bzw. 2,40036 GHz Uplink als Notfunk-Frequenz auf dem Schmalbandtransponder zu reservieren sei, es wird seitens der AMSAT gebeten, diese für den Notfunk freizuhalten.
| Schmalbandtransponder | Frequenzbereich [GHz] | Betriebsart | Polarisationsart |
| --------------------- | --------------------- | ----------- | ---------------- |
| Uplink                | 02,4–02,4005          | SSB         | RHCP             |
| Downlink              | 10,4895–10,49         | SSB         | vertikal         |
| Breitbandtransponder  | Frequenzbereich       | Betriebsart | Polarisationsart |
| Uplink                | 02,4015–02,4095       | DVB-S2      | RHCP             |
| Downlink              | 10,491–10,499         | DVB-S2      | horizontal       |

Besondere Frequenzen
| Schmalbandtransponder      | Frequenz [GHz] | Betriebsart       | Polarisationsart |
| -------------------------- | -------------- | ----------------- | ---------------- |
| Untere Bake                | 10,4895        | CW F1A            | vertikal         |
| Mittlere Bake              | 10,489745      | BPSK              | vertikal         |
| Notfunk                    | 10,48986       | SSB               | vertikal         |
| Obere Bake (experimentell) | 10,489995      | CW F1A und andere | vertikal         |

## Empfang

### Fernsehen
Es’hail 2 soll die MENA-Region (Nahost und Nordafrika) mit Satellitendirektempfang versorgen. Zudem sollen auch katarische Regierungsbehörden die Satelliten-Transponder nutzen. Die Übertragung erfolgt im Ku- und Ka-Band.

### Amateurfunk
AMSAT-DL empfiehlt für den Empfang die Nutzung einer handelsüblichen Parabolantenne mit einem Durchmesser von 60–90 cm sowie ein LNB und DVB-T-Stick als SDR oder 3-cm-LNA mit Transverter für das 70-cm-Band. Aufgrund der vom geostationären Orbit aus erreichbaren großen Ausleuchtungszone sind beispielsweise Verbindungen von Amateurfunkstationen in Indien, Brasilien und der Antarktis über die Transponder möglich.

## Es’hailSat Satellite Control Center (SCC)
Das Es’hailSat Satellite Control Center (SCC) ist in Katar. Für AMSAT befinden sich insgesamt drei AMSAT Ground Segments in Katar, aus Gründen der Redundanz zwei am SCC und ein weiteres bei der Qatar Amateur Radio Society (QARS) in Doha.